# Грим, Хельмут
Хельмут Грим (нем. Helmut Griem, 6 апреля 1932, Гамбург — 19 ноября 2004, Мюнхен) — немецкий актёр и театральный режиссёр. Несмотря на успешные работы в кино (фильмы Лукино Висконти, «Кабаре» Боба Фосса) и на телевидении, всю жизнь был наиболее активен как театральный актёр, работал в театрах Гамбурга, Вены, Берлина, Мюнхена. В последние годы жизни занялся режиссурой, среди его постановок — «Долгий день уходит в ночь» Юджина О’Нила.
Похоронен на Ольсдорфском кладбище в родном Гамбурге.

## Избранная фильмография
- 1969 — Гибель богов / La caduta degli dei — Ашенбах
- 1970 — Побег из лагеря Маккензи / The McKenzie Break — Капитан Вилли Шлютер
- 1972 — Кабаре / Cabaret — Максимилиан фон Хюне
- 1972 — Мораль Рут Хальбфасс / Die Moral der Ruth Halbfass — Франц Фогельзанг
- 1972 — Людвиг / Ludwig — Граф Дюркхайм
- 1976 — Глазами клоуна / Ansichten eines Clowns — Ханс Шнир
- 1976 — Татарская пустыня / Il deserto dei tartari — Лейтенант Симеон
- 1978 — Встречи Анны[фр.] / Les rendez-vous d’Anna — Генрих Шнайдер
- 1979 — Железный крест 2 / Breakthrough — Майор Странски
- 1982 — Прохожая из Сан-Суси / La passante du Sans-Souci — Михель Винер
- 1990 — Заговор против Гитлера / The Plot to Kill Hitler — Эрвин Роммель